# Stockholm Open 1969
Lo Stockholm Open 1969 è stato un torneo di tennis giocato sul cemento indoor. 
È stata la 1ª edizione dello Stockholm Open.
Il torneo si è giocato al Kungliga tennishallen di Stoccolma in Svezia, dal 24 al 29 novembre 1969.

## Campioni

### Singolare
Nikola Pilić ha battuto in finale  Ilie Năstase con il punteggio di 6–4, 4–6, 6–2

### Doppio
Roy Emerson /  Rod Laver hanno battuto in finale  Andrés Gimeno /  Fred Stolle con il punteggio di 6–4, 6–2